# Formazan

Reductie van Tetrazolium naar Formazan.

Formazan is een kunstmatig chromogeen substraat voor dehydrogenasen en reductasen. Het bevat MTT (3-(4, 5-dimethyl-2-thiazolyl)-2, 5-dihphenyl-2H-tetrazolium bromide) en het beter wateroplosbare XTT (2,3-bis-(2-methoxy-4-nitro-5-sulfophenyl)-2H-tetrazolium-5-carboxanilide). Wanneer deze stoffen gereduceerd worden in een cel door enzymatische activiteit, of door direct contact met NADH of NADPH, wordt MTT helblauw en kan deze kleurstof neerslaan.
Formazan wordt toegepast in de EpiSkin-test.